# Meia-brigada
A meia-brigada ou semibrigada AO 1990 (francês: demi-brigade) constituiu a unidade militar equivalente ao regimento, da infantaria do Exército Francês, durante as Guerras Revolucionárias Francesas. Cada meia-brigada tinha um efetivo de cerca de 2400 soldados, sendo constituída por três batalhões e comandada por um chefe de brigada.
A meia-brigada foi introduzida em 1791, sendo o termo escolhido em substituição do termo "regimento" conotado com o Antigo Regime. Em 1803, contudo, Napoleão Bonaparte ordenou que as meias-brigadas fossem redesignadas "regimentos". A partir de então, o termo "meia-brigada" foi reutilizado para designar algumas unidades, sobretudo as constituídas a título temporário. Hoje em dia, a única meia-brigada permamente do Exército de Terra Francês é a 13ª Meia-brigada da Legião Estrangeira.

## História

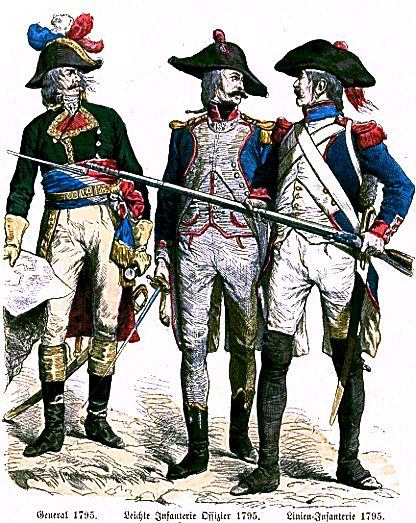
Soldados de meias-brigadas francesas em 1795.

Já no século XVII, no exército do rei Gustavo Adolfo da Suécia, existiam unidades compostas por vários regimentos de infantaria que eram referidas como "meias-brigadas". As meias-brigadas suecas não eram, contudo, unidades permanentes, mas sim agrupamentos táticos ad hoc formados para uma batalha. Só na época da Revolução Francesa é que a meia-brigada se tornou numa instituição permanente.
Durante a Guerra da Primeira Coligação, a 23 de agosto de 1793, a Convenção Nacional decretou a levée en masse que implicou a mobilização geral da população, formando-se um exército de mais de um milhão de homens. No entanto, em combate, as unidades constituídas por pessoal mobilizado por conscrição revelaram-se de fraca qualidade, com pouca disciplina e baixa moral, ao contrário das unidades regulares e de voluntários. As unidades de conscritos não foram capazes de realizar, sob fogo inimigo, as complicadas manobras das táticas lineares. Não foram raras as situações em, que pressionadas pelo inimigo, as unidades de conscritos fugissem em debandada.
Por iniciativa do ministro da Guerra francês Lazare Carnot, com o objetivo de minorizar as fraquezas das unidades de conscritos, foram criadas as meias-brigadas por decreto da Convenção Nacional de 21 de fevereiro de 1793. O meio de cumprir aquele objetivo foi o dissolver a antiga estrutura regimental e criar unidades mistas compostas tanto por tropas regulares como por tropas conscritas, que se constituiram sob a forma de meias-brigadas. Foram assim, criadas 209 meias-brigadas de linha e 42 de infantaria ligeira. Cada meia-brigada seria composta por um batalhão de cada um dos antigos regimentos de infantaria regular e por dois batalhões de voluntários que só serviriam em tempo de guerra.
Cada meia-brigada seria comandada por um chefe de brigada e compreenderia um estado-maior, um batalhão regular, dois batalhões voluntários e uma companhia com seis canhões de calibre 4. Cada batalhão seria comandado por um chefe de batalhão e composto por uma companhia de granadeiros e por oito companhias de fuzileiros. No total, cada meia-brigada teria um efetivo de 2437 oficiais, suboficiais e soldados.
Por decreto de 29 de novembro de 1793, passaram a existir quatro ou cinco batalhões de conscritos em cada brigada. Duas meias-brigadas formavam uma brigada e duas brigadas uma divisão.
O decreto de 18 de nivoso do ano IV (7 de janeiro de 1796) ordenou a fusão das antigas meias-brigadas em 100 novas meias-brigadas de linha e 30 de infantaria ligeira. O número de meias-brigadas de linha foi aumentado para 110 por decreto de 10 de germinal do ano IV (30 de março de 1796). Esta reorganização resultou do elevado número de perdas sofrido pelo Exército Francês, não só devidas às baixas em combate mas também às baixas por doença e às deserções.
Nas semibrigadas resultantes, os batalhões regulares formavam a espinha dorsal da unidade em combate, imprimindo-lhe a sua dinâmica e firmeza. Esperava-se que os conscritos pudessem aprender com a presença dos regulares, aumentando a sua moral e disciplina. De preferência, todos os batalhões de uma meia-brigada eram recrutados no mesmo departamento, aumentando a sua coesão. Até ao final da Primeira Guerra da Coligação em 1793, as meias-brigadas tornaram-se unidades de combate experientes e eficientes.
A 24 de setembro de 1803, por decreto do Primeiro Cônsul Napoleão Bonaparte, foi determinada a redesignação das meias-brigadas como "regimentos", reavivando-se aquele termo histórico. Os novos regimentos manteriam os números das brigadas que lhes dariam origem. Desde então, o termo "meia-brigada" tem sido aplicado a formações ad hoc constituídas com várias unidades menores. Hoje em dia, mantém-se a 13ª Meia-Brigada da Legião Francesa.